# Дозатор

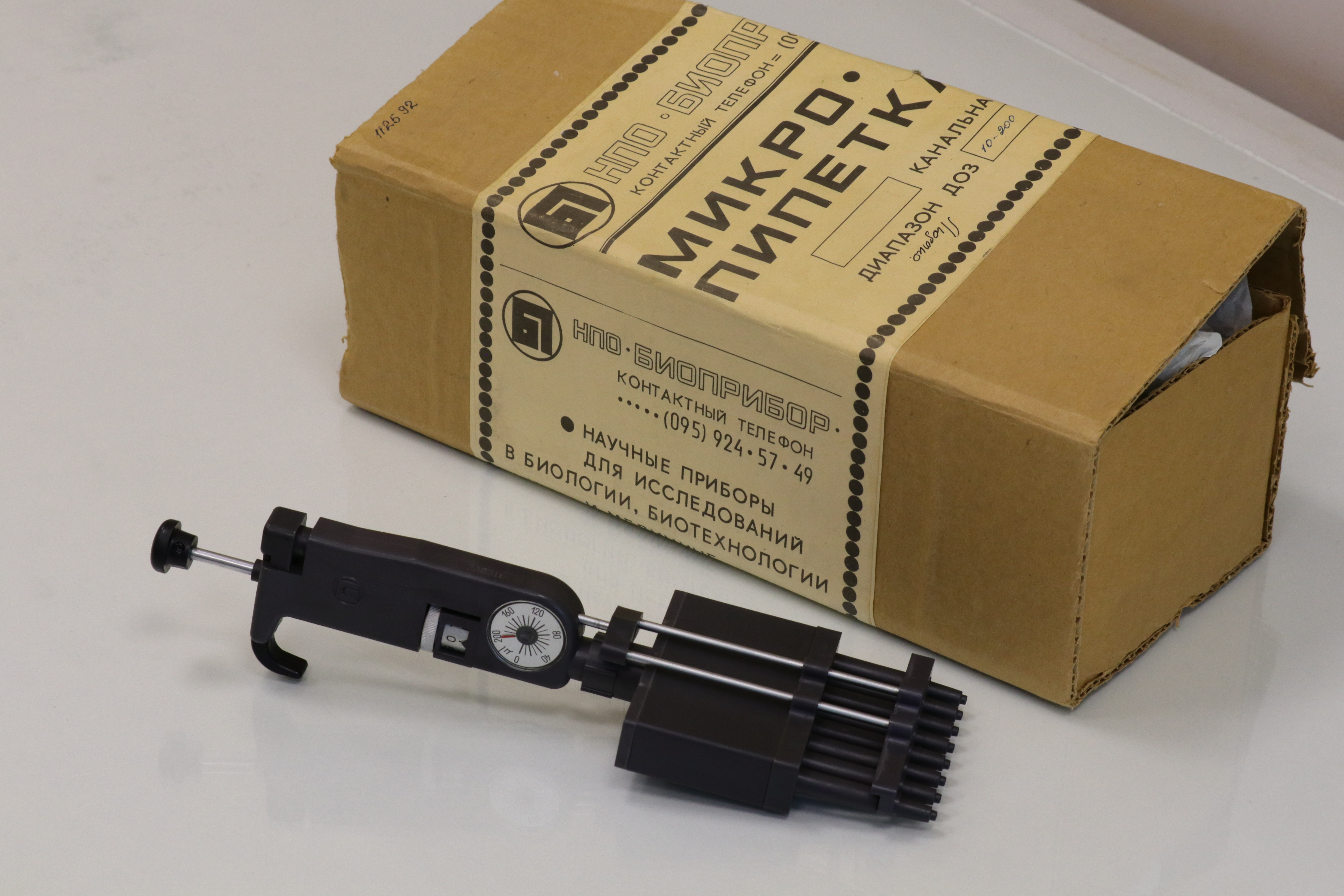
Механический восьмиканальный дозатор с диапазоном дозирования 10—200 мкл.

Дозатор — устройство для отмеривания (дозирования) и выдачи заданного количества (в том числе, штучных товаров), массы или объёма вещества (твёрдых сыпучих материалов, паст, жидкостей, газов) в виде порций или постоянного расхода с установленной погрешностью; общее определение приборов, систем, оборудования, выполняющих однозначную функцию. Вариант названия дозатора — диспенсер.
Выдают дозы одного или нескольких веществ одному или разным потребителям; изменяют количество компонентов в заданном соотношении с изменяющимся количеством других дозируемых компонентов; дозируют вещества в заданной временной или логической последовательности. Блоком управления каждого дозатора является автоматический регулятор и наибольшая эффективность достигается если регулятором или его основой служат микро-ЭВМ или мини-ЭВМ, восполняющие влияние внешних воздействий, проводящие дозирование по заданной программе; также удобно представлять информацию оператору и передавать результаты дозирования на следующую ступень управления.

## Виды дозаторов
Дозаторы можно разделить на виды по следующим признакам:
- по степени автоматизации (автоматические и полуавтоматические);
- по виду используемой энергии (электрические, пневматические, гидравлические, комбинированные);
- по количеству регламентируемых каналов (одноканальные и многоканальные);
- по количеству совместно работающих устройств (одиночные, агрегатные, групповые);
- по виду распределительного устройства (клапанные, золотниковые, бесклапанные);
- по исполнению привода (обычного исполнения, искробезопасные, пылеводонепроницаемые, взрывобезопасные);
- по назначению (питатели и порционные);
- по области применения (аналитические, лабораторные, промышленные);
- по виду дозирующего устройства (поршневые, плунжерные, мембранные, сильфонные, шланговые, шестеренчатые, винтовые, шнековые, ковшовые, с мерной ёмкостью);
- по производительности (в зависимости от расхода);
- по объёму дозы;
- по давлениям (перепадам давления);
- по вязкости дозируемых сред;
- по классу точности;
- по температурам дозируемых сред;
- в зависимости от характеристик дозируемых сред (чистых сред; суспензий; кристаллизующихся сред);
- по свойствам дозируемых сред (нормальных сред; агрессивных сред; токсичных сред; взрывоопасных сред);
- по специфичности сред (кислот; брома; сжиженных газов[5][6].

### Шнековые дозаторы

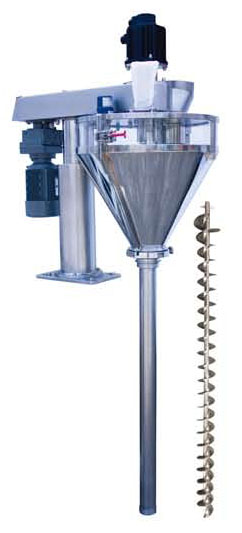
Рис. 1. «Шнековый дозатор», основной компонент — питающий и подающий шнек.

Применяется для дозирования сыпучих продуктов, порошков, зернистых материалов (не подвергающихся измельчению), гранул, паст, а также при дозировании суспензий, радиоактивных и других сред, в которых не допустимо сдавливание среды, для обеспечения постоянного расхода. Обычно обладают сравнительно невысокой точностью, просты и надежны, но не способны создать значительный напор жидкости, а также не соответствуют требованиям к компактности и герметичности.
Представляет собой, в основном, шнек, заключённый в кожух; рабочий инструмент данного типа может располагаться вертикально, горизонтально или под наклоном, встречаются дозаторы с несколькими шнеками.

### Объёмные дозаторы
С помощью данного вида дозируют газы, жидкости, пасты, а также твёрдые сыпучие материалы; такие дозаторы просты по конструкции и вполне надёжны, широко применяют в пищевой и иных отраслях промышленности при подаче жидких и сухих дисперсных материалов. Отличаются долговечностью и удобством в эксплуатации.
Представляют собой мерные сосуды, кругообразно загружающиеся из бункера и разгружающиеся в приёмную ёмкость. Их производительность регулируют с помощью изменения скорости наполнения, времени цикла или объёма; имеют невысокую погрешность.
Из недостатков отмечаются скважная подача ингредиентов, зависимость объёма дозы от температуры и давления, недостаточная точность (погрешность) при работе с некоторыми видами продукции (например дозировании пенящихся сред).

### Массовые дозаторы
По простоте исполнения и надежности аналогичны объёмным. Могут одинаково применяться для работы с твёрдыми, сыпучими и вязкими веществами в разных отраслях промышленности. Представляют собой сочетание надежности, точности измерений и достаточно высокую скорость работы.

### Весовые дозаторы
Применяются при дозировании твёрдых сыпучих материалов с фракциями любых размеров и жидкостей, наиболее распространены в химической промышленности.
Среди достоинств отмечается компактность датчиков давления, универсальность (процессы взвешивания и дозирования полностью автоматизированы, управление весами сводится к управлению прибором загрузки), оптимальная точность и большая производительность; к недостаткам можно отнести необходимость предварительного определения гидростатического давления от веса продукта в ёмкости, низкая скорость работы. В сравнении с объёмными сложны, поэтому имеют малую эксплуатационную надежность и высокую стоимость.